# Максишко, Денис Константинович
Дени́с Константи́нович Макси́шко (укр. Денис Костянтинович Максишко; 11 сентября 1982, Запорожье — 14 марта 2022, Прибугское) — украинский военнослужащий, старший лейтенант, участник российско-украинской войны. Герой Украины (26 марта 2022, посмертно).

## Биография
Родился 11 сентября 1982 года в городе Запорожье. В 2004 году окончил юридический факультет Запорожского национального университета. В этом же ВУЗе работает его мама — заведующая кафедрой экономической кибернетики, доктор экономических наук, профессор Наталья Константиновна Максишко. В 2014 году пошёл добровольцем в составе украинского корпуса «Правый Сектор» пулемётчиком.
Служил командиром батареи 28-й отдельной механизированной бригады имени Рыцарей Зимнего Похода.
14 марта 2022 года Денис Максишко погиб во время контрнаступления Вооружённых Сил Украины под Николаевом. По заявлениям украинских СМИ, в районе населённого пункта Прибугское Николаевской области военные под руководством Дениса Максишко участвовали в штурме российского блокпоста, когда при перемещении в район запасных огневых позиций попали под обстрел вражеской артиллерии и авиации.
17 марта 2022 года похоронен в селе Визирка Одесской области. У Дениса осталась мать, жена и дети.

## Награды
- Звание «Герой Украины» с удостоением ордена «Золотая Звезда» (26 марта 2022, посмертно) — за личное мужество и героизм, проявленные в защите государственного суверенитета и территориальной целостности Украины, верность военной присяге[4].